# Реймонд Вахан Дамадьян
Реймонд Вахан Дамадья́н (англ. Raymond Damadian; 16 березня 1936, м. Нью-Йорк, США — 3 серпня 2022) — американський вчений вірменського походження, один з розробників технології магнітно-резонансної томографії (МРТ) у 1970-х роках.

## Життєпис
Р. Дамадьян народився в Нью-Йорку у вірменській сім'ї. Батька звали Ваган, а матір — Одетта. Син здобув ступінь бакалавра в 1956 році, закінчивши Віскинсинський університет в Медісоні (англ. University of Wisconsin-Madison), а пізніше — ступінь магістра в тому ж університеті. В 1960 році він здобув ступінь доктора в медичному коледжі Альбарта Ейнштейна в Нью-Йорку. Крім того, у дитинстві впродовж 8 років Дамадьян займався у музичній школі (клас скрипки). В юності він активно займався тенісом і брав участь у Кубку Девіса.

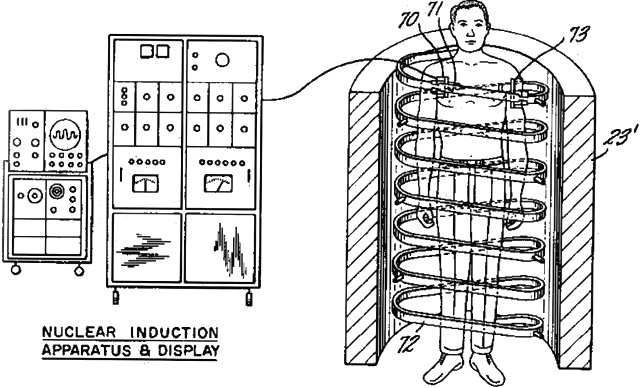
«Апарат і метод для виявлення раку в тканинах» Реймонда Дамадьяна.

Ще під час навчання в аспірантурі в Гарварді, Р. Дамадьян виявив, що час релаксації хворих і здорових клітин одних і тих же тканин організму відрізняється між собою. Дослідження Дамадьяном характеру впливу на живі клітини натрію і калію поступово привели до його перших експериментів з ядерним магнітним резонансом (ЯМР) і спонукали до розробки в 1969 році МР-сканера тіла. У 1971 році в журналі Science він опублікував статтю з назвою: «Виявлення пухлини за допомогою ядерного магнітного резонансу» (англ. Tumor Detection by Nuclear Magnetic Resonance). Основна ідея автора полягала в тому, що він запропонував використовувати цей механізм для ранньої діагностики раку. Подальші його наукові зусилля були спрямовані на практичне втілення теоретично обґрунтованої ідеї. Вже в 1977 році Дамадьян першим виконав повне сканування тіла людини для діагностики раку.
В 1978 році Р. Дамадьян стає президентом власної компанії FONAR, що почала виробляти обладнання для МРТ. Через два роки очолювана ним компанія випускає перший апарат МРТ. Однак, великого комерційного успіху проект не мав. Пізніше Дамадьян технологічно модифікував свою ідею і запропонував «стоячий варіант» МРТ.
На сьогодні Дамадьян є найбільшим акціонером компанії, з 8 % акцій на суму $ 6,5 млн. Незважаючи на те, що Р. Дамадьян володіє лише 8 % акцій, він має фактично повний контроль над компанією завдяки тому, що володіє особливими акціями класу С, які і забезпечують йому таку можливість.

## Нагороди
У 1988 році Р. Дамадьян отримав Національну медаль у галузі технологій. Перший оригінальний сканер «для всього тіла» нині перебуває на експозиції в музеї Національної галереї слави винахідників (м. Акрон, штат Огайо, США). У 1989 році його було зараховано до Національної зали слави американських винахідників. Його роботи визнані багатьма університетами Сполучених Штатів. В 2001 році він отримав нагороду Lemelson-MIT як «людина, яка винайшла сканер МРТ». Пізніше він отримав від Інституту Франкліна (Філадельфія) премію Бауера за лідерство в бізнесі. У вересні 2003 року Р.Дамадьян отримав від журналу «The Economist» премію за інновації в галузі біології.

## Нобелівський скандал
У 2003 році Нобелівську премію в галузі медицини отримали британець Пітеру Менсфілду і американець Полу Лотербуру за їхні відкриття, пов'язані з МРТ. Попри те, що Нобелівські правила дозволяють ділити премію навіть на трьох лауреатів, Дамадьян не був оголошений навіть її номінантом.

Суперечка про те, хто яку роль відіграв грав у розвитку МРТ, тривала впродовж багатьох років аж до самого моменту оголошення лауреатів Нобелівської премії в 2003 році. У 2002 році в рамках полеміки навколо проблеми першості і оцінки внеску в розвиток МРТ Дамадьян заявив: 
|  | Якби я не народився, то МРТ існувала б? Я так не думаю. А якби не було Лотербура? Я б рано чи пізно докопався до суті справи! |

Деякі авторитетні науковці вважають, що Дамадьяну відмовили в премії через його молодоземельно-креаціоністські погляди. Серед тих, хто так вважає був і еволюціоніст Майкл Рьюз, який, втім, вказав, що такі обмеження неприпустимі.

## Висловлювання про Р. Дамадьяна
Юджин Фейгельсон, керівник медичного коледжу при Периферійному медичному центрі Університету штату Нью-Йорк, оцінюючи внесок Р. Дамадьяна в розвиток МРТ сказав:
|  | Вся робота в сфері магнітно-резонансної томографії ґрунтується на відкритті Дамадьяна |

Дж. Меттсон і М. Саймон. «Першовідкривачі ЯМР і магнітного резонансу в медицині: історія МРТ»: 
|  | Без відкриття Дамадьян не було б відомо, що за допомогою ядерного магнітного резонансу можна виявити рак та інші серйозні захворювання |